# Tongariro (rivière)
Pour les articles homonymes, voir Tongariro.
La rivière Tongariro (anglais : Tongariro River) est un cours d'eau de l'Île du Nord en Nouvelle-Zélande en région Waikato, dans le bassin versant du fleuve Waikato. 

## Géographie
Elle prend naissance dans le parc national de Tongariro, sur le plateau volcanique de l'Île du Nord, où elle est alimentée par de nombreux affluents (Whitikau, Poutu, ou encore Mangamawhitiwhiti). Son débit minimal est de 16 à 21 m3/s. Ce débit peut néanmoins croître de manière substantielle par la capture des précipitations au niveau du bassin versant, notamment constitué de montagnes et de hautes collines.
La rivière Tongariro est la rivière la plus pêchée de Nouvelle-Zélande.